# 範氏駝背脂鯉
範氏駝背脂鯉（学名：Cyphocharax vanderi），為輻鰭魚綱脂鯉目脂鯉亞目無齒脂鯉科的其中一個種，分布於南美洲巴拉那河流域，體長可達6.8公分，棲息在底中層水域，以生活習性不明。